# NonVisual Desktop Access
NonVisual Desktop Access (NVDA) は、Microsoft Windows用のフリーかつオープンソース、ポータブルなスクリーンリーダーである。 2006年にMichael Curranがプロジェクトを開始した。NVDAはPythonでプログラムされている。Microsoft Active Accessibility（en）、IAccessible2（en）、Java Access BridgeといったアクセシビリティAPIとともに動作させるため、ビデオ割り込みの技術の使用は避けている。ライセンスはGNU General Public License。
NVDAは、統合スピーチ・シンセサイザーとしてeSpeakを使用し、SAPIシンセサイザーをサポートする。 バージョン0.6p3以降では、点字ディスプレイが公式にサポートされている。

## 概要
Windowsの基本的な機能のほか、 NVDAはワードパッド、メモ帳、Internet Explorerとともに動作する。Outlook Express、Microsoft Word 2000/XP/2003、Microsoft Excel 2000/XP/2003 の基本的な機能もサポート。フリーのオフィススイートLibreOffice、OpenOffice.orgのサポートにはJava Access Bridgeが必要。NVDAはMozilla Firefox (バージョン3以上)もサポートする。NVDAの開発者は、最大限バリアフリーなウェブブラウジングが可能なウェブブラウザとしてFirefoxを推奨している。
2009年初旬以降は、NVDAはAccessible Rich Internet ApplicationsのWAI-ARIA標準をサポートしており、Webアプリケーションへの対応強化をめざしている。
Mozilla Thunderbirdバージョン3以上について、emailをサポートする。
バージョン2010.1では、64bit版Windows、ログイン画面、User Account Control（en） (UAC)画面、Internet Explorerをサポート。また、eSpeakスピーチ・シンセサイザーの新しいバージョンが含まれ、最新のスナップショットではビデオフックを実装中である。
2010年10月に開始したリリース2010.2には、大幅に簡略化したオブジェクトナビゲーション、
Adobe Flashコンテンツ用の仮想バッファ、画面に表示されたテキストを取得することによりコントロールへのアクセスを拡大、画面上のテキストのフラットレビュー、IBM Lotus Symphonyドキュメントのサポート、Mozilla Firefoxの表組み行列のヘッダのレポート、ドキュメントの強化が含まれる。
バージョン2011.1.1では、mIRC、PuTTY、Tera Term、SecureCRTで新規テキストアウトプットの自動レポート、グローバルプラグインのサポート、Microsoft Wordにおけるビュレット/ナンバリングの発声、点字ディスプレイ用のキーバインディング（直前・直後の行への移動など）の追加、Baum、HumanWare、APHの点字ディスプレイのサポート、IBM Lotus Symphonyテキストコントロールを含むコントロール用の色に関するレポートが追加された。

## 日本語版について
NVDA は40ヵ国で利用されている「ユニバーサルなスクリーンリーダー」であるが、音声エンジンと点訳エンジンが日本語に対応していないため、
NVDA日本語チームが、日本語音声エンジンと点訳エンジンを搭載した NVDA 日本語版を独自にリリースしている。
NVDA日本語チーム代表の西本卓也は、2010年秋になんとか日本語の入力や読み上げができるものが完成したものの、本当に実用的な日本語対応は2013年5月の 2013.1jpからだと言ってよいだろうと述べている。
バージョン2013.1jpでは、Microsoft PowerPointに対応した。
バージョン2013.2jpを2013年9月13日リリース。
今後は年数回のリリース予定となるとの発表がされている。

## リリース履歴
| Version         | Release date   | Significant changes |  |
| --------------- | -------------- | --- |  |
| NVDA 2009.1     | 2009年12月10日 | |  |
| NVDA 2010.1     | 2010年         | - 64bit版Windows サポート - Internet Explorerサポート |  |
| NVDA 2011.1.1jp | 2011年         | - PuTTY、Tera Term等サポート |  |
| NVDA 2012.2.1jp | 2012年6月18日  | - 日本語音声合成エンジン (JTalk)サポート - 日本語かな漢字変換の音声読み上げサポート - 日本語点字ディスプレイ対応 |  |
| NVDA 2013.1jp   | 2013年5月21日  | - Windows 8対応 - Microsoft PowerPoint対応 |  |
| NVDA 2013.2jp   | 2013年9月13日  | - 日本語版のSkypeフリーズ対策の廃止、本家のSkypeモジュールの有効化 - テキスト解析辞書の更新 - Microsoft Excel 2013 のサポートの改善 |  |
| NVDA 2013.3jp   | 2013年12月15日 | - 次期バージョンリリース時のアップデート通知機能を追加 - 女性音声であるJTalk mei の声の高さを設定値で10相当低く設定 - 小数点読み上げ機能 - 過去のバージョンが1.01 のような数字を「イチ、ゼロイチ」と読んでいたのを「イッテンレイイチ」と読むように修正 - Microsoft IMEとATOKの候補コメントの読み上げ - JTalk2 音声ドライバーの言語自動切り替え機能を JTalk で利用できるようにして、JTalk2 ドライバーを廃止 |  |
| NVDA 2014.1jp   | 2014年3月20日  | - Open JTalk 1.07 への移行 - 動的に読み上げをON/OFFするAPI - 大きな丸、斜め十字の記号読み上げ対応 - 簡単音声設定でJTalkの速さが5ずつ変化するように修正 |  |
| NVDA 2014.2jp   | 2014年6月2日   | - 音声エンジンが SAPI4 の場合の不具合への対応 - 「UIオートメーションの有効化」オプションの追加 - 「点字メッセージの表示終了待ち時間設定を有効にする」オプションの追加 - ブレイルメモBMスマート40がUSB接続で認識されない問題への対策 |  |
| NVDA 2014.3jp   | 2014年9月12日  | - 日本語点字とコンピューター点字(NABCC)の併用モード - 日本語入力（テキストサービス）での文節ごとの候補の読み上げ - 「英数カナ」モードの点字ディスプレイへの通知 - テキスト編集で改行を通知するオプションの追加 - コマンドキー「半角全角」「無変換」の読み上げの修正 - Excel などの見出し自動通知を点字ディスプレイ出力で有効にする - 「IME を独自に制御するアプリで読み上げの重複を回避する - 点訳エンジンが「二十一二」「二十二三」など漢数字の連続を誤変換する不具合への対策                                |  |
| NVDA 2014.4jp   | 2014年12月3日  | - 電子署名の対象ファイルの増加 - ダイアログが必ず画面の中心に来るように改善 - 既定の言語が日本語でない場合に JTalk が日本語を読み上げない不具合を改善 - ユーザーガイドなどの翻訳の修正 - 点字出力に関する修正 - Skype for Windows Desktop 6.22 への対応 |  |
| NVDA 2015.1jp   | 2015年2月25日  | - Microsoft Word および Outlook のドキュメントでのブラウズモードの対応強化 - Skype (Windows デスクトップ版) および Microsoft Internet Explorer への対応の強化 - 連続読み上げで JTalk が最後まで読み上げを行わない場合がある不具合への対応 - 特定の音声デバイスで JTalk の読み上げが途中で停止してしまう不具合への対応 - 「レビュー内の現在の文字を通知」の仕様変更 - 日本語版の日本語表記変更 |  |
| NVDA 2015.2jp   | 2015年6月15日  | - 日本語入力で変換前文字のキャレット移動が「空行」と通知される不具合への対応 - BrailleNote 46C/46D でタッチカーソルを押すとエラーになる不具合への対応 - 更新チェックの安全な通信(HTTPS)への移行 - 日本語設定「ヘルプを独自のウィンドウで開く」を無効にできるオプションの追加 - 音声設定の既定値「大文字にビープを付ける」をチェックなしにして 「大文字の前に大文字と読む」をチェックする変更 - 日本語点字出力の改善 - ユーザーガイドの日本語表記の改善 - 日本語設定「数式を英語で読み上げる」オプションの追加 |  |
| NVDA 2015.3jp   | 2015年8月25日  | - 色の読み方や Excel のグラフについての翻訳の再調整 - 数学記号に関する記号読み上げ辞書の更新 - 簡単音声設定でアクセラレーターキーを読み上げないように変更 - invalid entry の日本語を「無効なエントリー」から「正しくない入力内容」に変更 - report/announce の訳語を「通知」から「報告」に変更 - 「すべて読み上げ」を実行したときに改行で日本語が不自然に区切られないような改善 - JTalk におけるアルファベット文字列の読み方がカタカナ発音された英語らしくなるように調整 - 使用許諾契約の更新                  |  |
| NVDA 2015.4jp   | 2015年11月23日 | - Windows 10 対応の改良 - Mozilla Firefox, Google Chrome, Mozilla Thunderbird における リッチテキスト編集への対応 |  |
| NVDA 2016.1jp   | 2016年2月22日  | - 不具合の修正 |  |
| NVDA 2016.3jp   | 2016年9月6日   | - サロゲートペアに対応 - JTalk の話者 tohoku-f01 の追加 - 絵文字への対応の改善 |  |
| NVDA 2017.3jp   | 2017年8月25日  | - Windows 10 で利用可能な OneCore 音声エンジンおよび文字認識への対応 - JTalk のデフォルト音声を mei から tohoku-f01 に変更 |  |
| NVDA 2017.4jp   | 2017年12月6日  | - Windows 10 on ARM64 への対応 - Windows Defender Application Guard において Microsoft Edgeが使用可能に - ネットラジオレコーダー7への暫定的な対応 |  |
| NVDA 2018.1jp   | 2018年3月8日   | - JTalk の読み上げの不具合、日本語点字出力の不具合の修正 |  |
| NVDA 2018.1.1jp | 2018年3月30日  | - JTalk での数字の読み上げの修正 - Vocalizer for NVDA への対応に関する修正 |  |
| NVDA 2018.2jp   | 2018年6月14日  | - Kindle for PC でのテーブルへの対応 - HumanWare BrailleNote Touch および BI14 点字ディスプレイへの対応 - OneCore および SAPI5 音声エンジンへの対応の改善 - Microsoft Outlook 対応の改善 |  |
| NVDA 2018.3.1jp | 2018年9月20日  | - 点字ディスプレイの自動検出 - Windows 10 絵文字パネルに対応 |  |
| NVDA 2018.4jp   | 2018年12月17日 | - Foxit Readerおよび Foxit Phantom PDF に対応 - Microsoft Word でカーソル位置からページの端までの距離を報告する機能 - 音声エンジンに依存せず絵文字を読み上げる機能 - Outlookの返信済みや転送済みなどの状態を報告する機能 |  |
| NVDA 2019.1.1jp | 2019年4月15日  | - 新元号「令和」について日本語点訳エンジンや JTalk 音声エンジン、合字などの暫定的な対応 |  |
| NVDA 2019.1.2jp | 2019年8月15日  | - Windows 10 クリップボード履歴の読み上げが行えない不具合を修正 - Windows 10 Insider Preview で導入されている新しい Microsoft 日本語 IME への対応をいったんキャンセル |  |
| NVDA 2019.2.1jp | 2019年10月2日  | - Gmail を Firefox または Chrome で使用した場合に、フィルターの作成や特定の設定の変更などで、ポップアップメニューを操作したときにクラッシュする不具合を修正 - Windows 7 において、スタートメニューでマウスを操作したときに Windows Explorer がクラッシュする不具合を修正 |  |
| NVDA 2019.3.1jp | 2020年2月11日  | - Python2からPython3への移行 |  |
| NVDA 2020.1jp   | 2020年5月8日   | - HumanWare や APH の販売する新しい点字ディスプレイへの対応 - Windows 10バージョン2004の日本語変換に暫定的に対応 |  |
| NVDA 2020.2jp   | 2020年7月29日  | - Windows Terminalへの対応改善 - Nattiq nBraille 点字ディスプレイへの対応 |  |
| NVDA 2020.3jp   | 2020年10月14日 | - Microsoft Office アプリ対応の安定性と性能が改善 - 書式とドキュメント情報」の設定で画像の報告を切り替え可能に - タッチ操作サポートを無効化する設定の追加 |  |
| NVDA 2020.4jp   | 2021年2月19日  | - 要素リスト(NVDA+f7)がフォーカスモードで動作するように改良 - 句読点/記号読み辞書、読み上げ辞書、点字メッセージ、流し読みなどの機能の改良 |  |
| NVDA 2021.1jp   | 2021年7月19日  | - Adobe Flash のサポート廃止 - Excel および Chromium ブラウザでの UI オートメーションを実験的にサポート - 日本テレソフトの点字ディスプレイ「清華ノートテイカー」に対応 |  |
| NVDA 2021.2jp   | 2021年9月14日  | - Windows 11 への暫定的な対応 |  |
| NVDA 2021.3.jp  | 2021年12月9日  | - 新しい HID 点字仕様をサポート - eSpeak-NG 、 LibLouisを更新 - Vario 4 点字ディスプレイに対応 - Windows 10 以降で「設定」アプリや Microsoft Store アプリの検索にキーワードを入力するときに、提案される候補の数を報告するように改善 |  |
| NVDA 2021.3.1jp | 2021年12月22日 | - 新しい HID 点字ディスプレイ仕様のサポートを「高度な設定」から無効化できるように改善 |  |
| NVDA 2021.3.3jp | 2022年2月22日  | - 本家版では 2021.3.2 がリリースされたのち、不備があったため直後に 2021.3.3 がリリースされたため、NVDA 日本語版は 2021.3.2jpはリリースされていない - セキュリティの改善 |  |
| NVDA 2022.1jp   | 2022年5月23日  | - Microsoft Office での UI オートメーション対応を大幅に改善 |  |
| NVDA 2022.2jp   | 2022年7月20日  | - 新しいテーブルナビゲーションコマンドの導入 |  |
| NVDA 2022.3jp   | 2022年10月4日  | - コマンドプロンプト、PowerShell、Windows Sybsystem for Linux などに使われている Windows コンソールホストの Windows 11 バージョン 22H2 およびそれ以降への対応を改善 - コードサイニング証明書の提供者が Shuaruta Inc.に変更 - ネットラジオレコーダー8に対応 - 音声エンジン Haruka 対応の不具合を修正 |  |
| NVDA 2023.1jp   | 2023年3月27日  | - WindowsのARM64およびAMD64環境への対応を改善 - LibLouis点訳エンジンを更新し、ジョージア語非縮約点字、スワヒリ語(ケニア)、チェワ語(マラウイ)の点字テーブルを追加 |  |
| NVDA 2023.2jp   | 2023年9月5日   | - アドオンマネージャーがアドオンストアに変更 - フラットビューで前後のオブジェクトに移動するキーボード入力ジェスチャーを追加 - aria-haspopupに対応 - Windows 10 の仮想デスクトップを開く、切り替える、閉じる、などの操作の読み上げに対応 |  |
| NVDA 2023.3jp   | 2023年10月31日 | - オーディオ出力が改善され、効果音やビープ音と合成音声の音量を別々に変更が可能となった - 文字認識（OCR）を実行する際に結果を継続的に更新し、新しいテキストが表示されたときにそれを読み上げることが可能となった |  |
| NVDA 2024.1jp   | 2024年4月2日   | - 新しい「オンデマンド」読み上げモードが追加 - Bluetooth Low Energy HID 点字ディスプレイに対応 - Windows 7およびWindows 8のサポート |  |
| NVDA 2024.4jp   | 2024年10月28日 | - Word, Excel, PowerPoint 対応を改善 |  |

## 参照
1. 1 2  NVDA Project: About NVDA.
2. ↑  Marco Zehe: NVDA 2009.1 beta, what’s in it for Firefox users?, Tuesday, October 27th, 2009.
3. ↑  What's New in NVDA (2009.1)
4. ↑  NAVA日本語チーム代表西本卓也blog 2013-12-26
5. ↑  NAVA日本語チーム代表西本卓也コラム 第一回 2013-12-23
6. ↑  NAVA日本語版VDA日本語版 - news -「NVDA日本語版2013.1jp の公開とイベント開催のご案内」2013-5-21
7. ↑  NAVA日本語版VDA日本語版 - news -「NVDA日本語版 2013.2jp を公開しました」2013-09-13
8. ↑  NAVA日本語版VDA日本語版 - news -「NVDA日本語版 2014.1jp を公開しました」2014-03-20
9. ↑  NAVA日本語版VDA日本語版 - news -「NVDA日本語版 2014.2jp の公開とイベント開催(9月6日)のご案内」2014-06-02
10. ↑  NAVA日本語版VDA日本語版 - news -「 パッケージ nvdajp_official > リリース 2014.3jp 2014-09-12
11. ↑  NAVA日本語版VDA日本語版 - news -「 パッケージ nvdajp_official > NVDA 日本語版 2014.4jp と、NVDA のイベント「NVDAミートアップ東京 2015.1
12. ↑  NAVA日本語版VDA日本語版 - news -「 パッケージ nvdajp_official > NVDA日本語版 2015.1jp と NVDA ミートアップ東京 2015.2
13. ↑  NAVA日本語版VDA日本語版 - news -「 パッケージ nvdajp_official >  ニュース > NVDA日本語版 2015.2jp リリース。
14. ↑  NAVA日本語版VDA日本語版 - news -「 パッケージ nvdajp_official >  ニュース > NVDA日本語版 2015.3jp リリース。
15. ↑  NAVA日本語版VDA日本語版 - news -「 パッケージ nvdajp_official >  ニュース > NVDA日本語版 2015.4jp リリース。
16. ↑  NAVA日本語版VDA日本語版 - news -「 パッケージ nvdajp_official >  ニュース > NVDA日本語版 2016.1jp リリース。
17. ↑  NAVA日本語版VDA日本語版 - news -「 パッケージ nvdajp_official >  ニュース > NVDA日本語版 2016.3jp リリース。
18. ↑  NAVA日本語版VDA日本語版 - news -「 パッケージ nvdajp_official >  ニュース > NVDA日本語版 2017.3jp リリース。
19. ↑  NAVA日本語版VDA日本語版 - news -「 パッケージ nvdajp_official >  ニュース > NVDA日本語版 2017.4jp リリース。
20. ↑  NAVA日本語版VDA日本語版 - news -「 パッケージ nvdajp_official >  ニュース > NVDA日本語版 2018.1jp リリース。
21. ↑  NAVA日本語版VDA日本語版 - news -「 パッケージ nvdajp_official >  ニュース > NVDA日本語版 2018.1.1jp リリース。
22. ↑  NAVA日本語版VDA日本語版 - news -「 パッケージ nvdajp_official >  ニュース > NVDA日本語版 2018.2jp リリース。
23. ↑  NAVA日本語版VDA日本語版 - news -「 パッケージ nvdajp_official >  ニュース > NVDA日本語版 2018.3.1.jp リリース。
24. ↑  NAVA日本語版VDA日本語版 - news -「 パッケージ nvdajp_official >  ニュース > NVDA日本語版 2018.4jp リリース。
25. ↑  NAVA日本語版VDA日本語版team
26. ↑  NAVA日本語版VDA日本語版team
27. ↑  NAVA日本語版VDA日本語版team